# Zandenburg
De Zandenburg of slot Zandenburg (ook wel Sandenburgh genoemd) was een kasteel in Zanddijk, buiten het stadje Veere in Zeeland. 

## Naam
Zandenburg werd voor het eerst genoemd als het huis en de vesting (veste) in de Heerlijkheid (ambacht) van Zanddijk. Zanddijk (Sandick) betekent letterlijk dijk op het zand, dat wil zeggen op een gebied met zandgrond. Zandenburg is eveneens de burg (kasteel) bij of op het zand. Het tweede deel van de naam, Burg, markeert de oorsprong als een van de vele verdedigbare bouwwerken die op een kunstmatige heuvel zijn gebouwd.

## Locatie
De resten van Zandenburg bevinden zich net ten zuiden van de muren van Veere. In 1812 bereikten de vestingwerken van Veere het kasteelterrein. De voorburcht van het kasteel reikte bijna tot aan de Veerse Watergang, die Veere met Middelburg verbindt. In 1944 vond de Inundatie van Walcheren plaats. Nadat het land veel later was drooggelegd, bleek de buitengracht aan de westzijde van het kasteelterrein onderdeel te zijn geworden van een nieuwe waterweg die van Zanddijk naar de Veerse Watergang liep.

## Geschiedenis
Het was de residentie van de heren van Veere, eerst uit het huis Borssele en later uit een bastaardlijn van het huis Bourgondië. Vooral de admiraals Filips, Adolf en Maximiliaan van Bourgondië maakten in de eerste helft van de 16e eeuw de Zandenburg tot een van de bekendste hoven van de Habsburgse Nederlanden.
Aan het einde van de 13e eeuw was Zandenburg, net als Veere, een leen van het huis Borssele. Hendrik II van Borselen  en zijn zoon Wolfert VI van Borselen, maarschalk van Frankrijk, schoonzoon van koning Jacobus I van Schotland, ontvingen hier de Bourgondische hertogen Filips de Goede (1437) en Karel de Stoute (1451 en 1470).
De maarschalk had geen mannelijke erfgenamen en hij liet Zandenburg na aan zijn dochter Anna, die op 4 juli 1485 aan Filips van Bourgondië, heer van Beveren, uitgehuwelijkt was. Filips was een zoon van groot-bastaard Anton van Bourgondië, die ook een zoon van hertog Filips was, en droeg de titel van admiraal der Nederlanden. Zijn zoon Adolf en kleinzoon Maximiliaan II van Bourgondië waren eveneens admiraal. Maximiliaan was ook stadhouder van Holland, Zeeland en Utrecht. Deze drie konden het zich veroorloven op de Zandenburg de Habsburgse vorsten te ontvangen: Filips de Schone (1500), keizer Karel V (1515 en 1540) en Filips II van Spanje (1556).
Maximiliaan stierf zonder opvolger en daarmee was de grote tijd van Zandenburg ten einde. Het kasteel verviel en de ruïne werd in 1812 gesloopt. In 2005 werd de plek met de resten beschermd.

## De ruïnes van Zandenburg
Nadat het grootste deel van Zandenburg was gesloopt, waren er nog enkele resten over. De kunstmatige heuvel was rond 1700 verdwenen. De poort met de naam "Voorpoort" was omgebouwd tot een woonhuis en zou tot 1812 blijven bestaan. Aan de zijde van de Veerse Watergang was een grote schuur en twee torens. Deze resten van de voorburcht werden in 1812 gesloopt, toen de Fransen de vestingwerken van Veere uitbreidden.
In 1944 was er van Zandenburg niets meer over, behalve de resten van enkele grachten, en zelfs die werden dat jaar grotendeels gedempt. In 1948 werden enkele funderingen zichtbaar aan een nieuw water dat van Zanddijk naar Veere leidde. In 1955 startte een verkavelingsproject in het gebied. Het leidde tot een archeologische opgraving van een deel van het terrein door Jaap Renaud, opdat gevonden funderingen zouden worden verwijderd. In 2005 werd de plek van Zandenburg beschermd als archeologisch monument. In 2018 is de Walcherse Archeologische Dienst begonnen met het onderzoeken van het terrein met behulp van grondpenetrerende radar